# Associação de Futebol de Singapura
A Associação de Futebol de Singapura (em inglês:  Football Association of Singapore, FAS) é o órgão dirigente do futebol de Singapura, responsável pela organização dos campeonatos disputados no país, bem como os jogos da seleção nacional masculina e feminina nas diferentes categorias. Foi fundada em 1892, sob o nome Associação de Futebol Amador de Singapura. É filiada à Federação Internacional de Futebol (FIFA) desde 1952 e à Confederação Asiática de Futebol (AFC) desde 1954. Zainudin Nordin é o atual presidente da entidade.